# Comau
Comau -acrónimo de COnsorzio MAcchine Utensili- es una multinacional italiana con sede en Turín especializada en la automatización industrial, la robótica y su mantenimiento especialmente para la industria automotriz. Comau es líder mundial en el sector de la automatización industrial. Se enfoca principalmente en la industria automotriz, aeroespacial, y de industria pesada. Posee 24 locaciones en 13 países.
Los principales logros de Comau son los sistemas RoboGate y OpenGate para el ensamblado de coches, el módulo de fabricación de motores Urane y los sistemas de soldadura láser remotos Agilaser.

## Historia
Comau es una empresa italiana que se creó por la unión en 1935 de una serie de fabricantes de máquinas y herramientas en el sector de la automoción que trabajan para el grupo Fiat SpA.
Desde su creación en 1899, Fiat ha pretendido controlar sus herramientas de producción. La estrategia era de Giovanni Agnelli, exoficial del ejército del rey de Italia y patrón de Fiat, y consistía en la "verticalización" de la producción, es decir, que todo debía hacerse dentro de la propia empresa. Para evitar la piratería de los nuevos procesos industriales que los ingenieros habían inventado, los vehículos Fiat se comercializaba terminados sin acceso de proveedores externos a su fabricación.
A principios de los 60, Fiat firma con la Unión Soviética la construcción de la futura fábrica de VAZ Lada en Togliatti. Para ello, todas las divisiones del grupo Fiat se habían organizado para cumplir con este aumento de la actividad puntual. Entonces se decidió restringir la cantidad de proveedores ajenos a Fiat únicamente a aquellos estrechamente vinculados al grupo.
- En 1973, el Grupo Fiat crea el "COnsorzio MAcchine Utensili", Comau. Su objetivo era comercializar la tecnología de fabricación y automatización de Fiat a otros fabricantes mundiales. Esta entidad reúne desde 1977, las unidades más especializadas de las entonces Fiat Auto, Fiat Veicoli Industriali, Fiat Avio, equipos de construcción de Fiat y Fiat Agri.

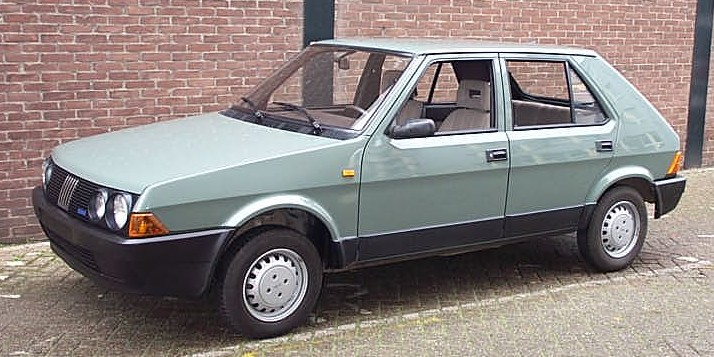
Fiat Ritmo, el primer automóvil completamente "hecho a mano por robots" según indicaba entonces la publicidad.

- En 1979 Comau inventa el RoboGate y un sistema automático de plataformas móviles para transporte de materiales denominadas RoboCarrier. En conjunto forman la primera línea de montaje de automóviles robótica del mundo totalmente automatizada para soldaje y ensamblado de carrocerías. Se pone en producción para la fabricación del Fiat Ritmo en las fábricas de Fiat Rivalta y Fiat Cassino.

- En 1984, comienza a atender pedidos muy importante del mercado norteamericano, para lo que se crea Comau Productivity Systems Inc. integrando empresas locales.

- En 1989, Comau incluye empresas de renombre como los italianos Berto Lamet, TEA S.p.A. y UTS, y el fabricante español especializado Mecaner.

- En 1995 la demanda para la automatización de la automoción y el transporte en general es muy fuerte y buscando nuevas y modernas herramientas automatizadas el fabricante se vuelve cada vez más importante en todo el mundo. Comau se convierte en la referencia en el ámbito de las líneas de montaje automatizadas, robots soldadores y otros, y la presencia de centros de producción más cerca de los usuarios se convierte en un imperativo. Por lo tanto se forma Comau Brasil, Comau Argentina, Comau Alemania y Comau China.

- En 1996 se crea Comau Francia.

- En 1997 Comau adquiere GEICO S.p.A., líder mundial en el campo de los sistemas de pintura automática. Comau India se crea.

- En 1998 se crea Comau Polonia y la subsidiaria Comau Service para garantizar el mantenimiento completo de sus instalaciones robóticas.

- En 1999 Comau incorpora a Sciaky, único fabricante francés de robótica para automóviles y a Renault Automation. Fiat Group adquiere al mayor fabricante de EE. UU. Pico Co., que queda integrado en Comau. En paralelo el Grupo Fiat, a través de su filial metalúrgica  Teksid adquiere las unidades metalúrgicas de Renault.

- En 2000 Comau continúa su expansión en China y se convierte en Comau Shanghai Automotive Equipment Co.

- En 2001 Comau integra alemán German-Intec GmbH y rumano Romanian Team Resources.

## Áreas de Producción
Las áreas de producción de Comau :
- Ingeniería de producto y de procesos.

- Elaboración y montaje mecánico.

- Moldes de metal y plástico.

- Montaje y soldadura de carrocerías.

- Líneas de montaje intermedias y finales.

- Robótica compleja.

- Servicios de Mantenimiento.